# Heliconia (Colombia)
Heliconia è un comune della Colombia facente parte del dipartimento di Antioquia.
Il centro abitato venne fondato da Jorge Robledo nel 1814, mentre l'istituzione del comune è del 1831.